# Vegard Haukø Sklett
Vegard Haukø Sklett (* 10. Februar 1986 in Grong) ist ein ehemaliger norwegischer Skispringer.

## Werdegang
Vegard Sklett gehört seit 2007 dem norwegischen Nationalkader an. Nach einem FIS-Rennen am 29. Juli 2007 in Bischofshofen, wo er den 2. Platz errang, startete er in der Saison 2007/08 im Continental-Cup. Sein bestes Ergebnis erzielte er dabei am 11. März 2008 im letzten Saisonspringen in Vikersund mit einem 3. Platz. Nach zwei Teilnahmen an den Skisprung-Grand-Prix 2008 mit nur mäßigem Erfolg, startet er in der Saison 2008/09 erneut im Continental-Cup. Nachdem er dort zwei Springen in Sapporo und Bischofshofen zum Saisonende gewinnen konnte, wurde er für den A-Nationalkader nominiert und bestritt am 30. Januar 2009 sein erstes Weltcup-Springen im japanischen Sapporo. Gleich auf Anhieb schaffte er den Sprung in den Finaldurchgang und beendete das Springen auf Platz 24. Am 8. Februar 2009 schaffte er es beim Weltcup-Springen in Willingen sogar auf Platz 19. Diese Platzierung konnte er beim Springen in Klingenthal am 11. Februar noch einmal erreichen. Bei den norwegischen Meisterschaften auf der Großschanze am 8. Februar 2011 auf dem Holmenkollbakken in Oslo konnte er als Zweiter erstmals eine Einzelmedaille erspringen, nachdem er mit der Mannschaft aus Nord-Trøndelag seit 2006 schon mehrmals im Teamwettbewerb auf das Podium gesprungen war. Beim Weltcup-Teamspringen im tschechischen Harrachov konnte er am 10. Dezember 2011 mit der norwegischen Mannschaft seinen ersten Weltcup-Sieg feiern. Am 28. Januar 2012 erreichte er mit Platz vier beim Springen in Sapporo seine bisher beste Weltcup-Platzierung in einem Einzelspringen.
Sklett gelang am 3. Januar 2009 auf der Granåsen in Trondheim mit 145,0 m der weiteste jemals dort erreichte Sprung, der erst 2012 von Anders Bardal bei den Norwegischen Meisterschaften mit 146,0 m übertroffen wurde. Beide Sprünge gelten jedoch nicht als Schanzenrekord, da sie nicht im Weltcup erreicht wurden. Auf dieser Schanze stürzte er am 30. August 2012 schwer, als ihn ungefähr nach 80 Metern Flug eine Windbö erfasste. Zwar erlitt Sklett keine schwereren Verletzungen, er wurde aber seither lediglich vereinzelt im Continental Cup eingesetzt und konnte nicht wieder an die Ergebnisse der Vorsaison anknüpfen. Vor dem Sturz war er für das Weltcup-Team vorgesehen, aus dem er nun vom zurückgekehrten Anders Jacobsen verdrängt worden ist. Nach der Saison beendete er seine aktive Laufbahn.

## Erfolge

### Weltcupsiege im Team
| Nr. | Datum             | Ort       | Typ         |
| --- | ----------------- | --------- | ----------- |
| 1.  | 10. Dezember 2011 | Harrachov | Großschanze |
| 2.  | 11. Februar 2012  | Willingen | Großschanze |

### Weltcup-Platzierungen
| Saison  | Platz | Punkte |
| ------- | ----- | ------ |
| 2008/09 | 40.   | 068    |
| 2009/10 | 69.   | 011    |
| 2010/11 | 55.   | 032    |
| 2011/12 | 16.   | 343    |

### Grand-Prix-Platzierungen
| Saison | Platz | Punkte |
| ------ | ----- | ------ |
| 2009   | 69.   | 008    |